# Округ Вагонер (Оклахома)
Вагонер (енгл. Wagoner County) је округ у америчкој савезној држави Оклахома.

## Демографија
По попису из 2010. године број становника је 73.085, што је 15.594 (27,1%) становника више него 2000. године.
| Група             | 2000.          | 2010.          |
| Белци             | 45.352 (78,9%) | 53.648 (73,4%) |
| Афроамериканци    | 2.158 (3,8%)   | 2.720 (3,7%)   |
| Азијати           | 296 (0,5%)     | 1.006 (1,4%)   |
| Хиспаноамериканци | 1.437 (2,5%)   | 3.488 (4,8%)   |
| Укупно            | 57.491         | 73.085         |